# 丁長河
丁長河（1922年—），男，河南郑州人，中华人民共和国政治人物。

## 生平
1937年11月加入軍隊，次年7月加入中國共產黨。在部隊中歷任戰士、班長、政治指導員、總後勤部軍事工業局茶房兵工廠黨總支書記、軍區統戰部情報股長、衛生部副政委、供給部副政委、後勤政治部主任、川北軍區保衛部副部長、公安總隊副政委、西南軍區建築第四師副政委兼政治部主任等職。
1953年起，歷任西南建工局政治部副主任、重慶建築黨委副書記、中共重庆市委建築工業交通政治部副部長、市委組織部副部長、部長等職。1966年起，歷任市委常委、候補書記、市委書記、市委第一書記，市革委副主任、主任（1978年至1980年3月）、市政協主席、市人大主任。
1981年12月調四川省人民政府任副省長、顧問。